# Xiphonychidion nerhysum
Xiphonychidion nerhysum är en stekelart som först beskrevs av Porter 1967.  Xiphonychidion nerhysum ingår i släktet Xiphonychidion och familjen brokparasitsteklar. Inga underarter finns listade i Catalogue of Life.